# یواس‌اس شابریک (دی‌دی-۲۶۸)
یواس‌اس شابریک (دی‌دی-۲۶۸) (به انگلیسی: USS Shubrick (DD-268)) یک کشتی بود که طول آن ۳۱۴ فوت ۴ ۱⁄۲ اینچ (۹۵٫۸۲۲ متر) بود. این کشتی در سال ۱۹۱۸ ساخته شد.